# 維多利亞·崔德爾
維多利亞·崔德爾（Victoria Marguerite Treadell，1959年11月4日—）是英國駐澳大利亞高級專員，2019年3月起上任。維多利亞·崔德爾是前英國駐馬來西亞高級專員、前英國駐紐西蘭高級專員、前英國駐薩摩亞高級專員與前皮特肯群島總督。

## 生平
維多利亞·崔德爾於1959年11月4日出生於馬來亞聯合邦（現為馬來西亞）霹靂州怡保，母親是廣東人，父親具有法國-荷蘭血統。
維多利亞·崔德爾於1978年加入外交、國協及發展事務部。在她被派往紐西蘭之前，曾在巴基斯坦、印度及馬來西亞任職。
2010年至2014年，她擔任英國駐紐西蘭高級專員和皮特肯群島總督。她是第一位擔任英國駐紐西蘭高級專員的女性。2014年10月至2019年，她擔任英國駐馬來西亞高級專員。
2019年2月12日，維多利亞·崔德爾被宣佈為新任英國駐澳大利亞高級專員，接替門納·羅林斯，於2019年3月上任。

## 私人生活
1985 年，維多利亞·崔德爾與艾倫·崔德爾結婚。

## 所獲榮譽
在英國女王伊莉莎白二世訪問馬來西亞後，她於1989年被授予皇家維多利亞勳章。在2010年女王誕辰紀念日上，她被授予聖米迦勒及聖喬治勳章。